# Papyrus 4
Papyrus 4 nummering Gregory-Aland),({\displaystyle {\mathfrak {P}}^{4}}, onderdeel van Suppl. Gr. 1120) is een Oudgrieks handschrift van het Nieuwe Testament. Het is geschreven op papyrus en geeft een groot deel van de tekst van Lucas 1-6. Het handschrift is laat in de tweede eeuw, dan wel in het begin van de derde eeuw vervaardigd.

## Beschrijving
Samen met P75 is het een van de oudste handschriften van het Evangelie volgens Lucas. Het bevat uitgebreide onderdelen van de eerste zes hoofdstukken. Het bevindt zich op dit moment in de Bibliothèque nationale de France (Suppl. Gr. 1120) in Parijs.
Het bevat de volgende verzen: Lucas: 1:58-59; 1:62-2:1; 2:6-7; 3:8-4:2; 4:29-32, 34-35; 5:3-8; 5:30-6:16

## Tekst
De codex is een getuige van de Alexandrijnse, of neutrale tekst. Kurt Aland plaatst het in Categorie I van zijn Categorieën van manuscripten van het Nieuwe Testament. In 93% komt de tekst overeen met Papyrus 75.

## Opvallende variant
De versie van Papyrus 4 in Lucas 6:2 — οὐκ ἔξεστιν (niet toegestaan) in plaats van οὐκ ἔξεστιν ποιεῖν (niet toegestaan om te doen) wordt alleen ondersteund door de Codex Vaticanus, Papyrus 75, Codex Bezae), 700, Oud Latijn, andere oude vertalingen.

## Geschiedenis en datering
P4 was gebruikt als opvulsel voor het inbinden van een codex van Philo, die geschreven is in de tweede helft van de derde eeuw. Deze werd aangetroffen in een kruik die was ingemetseld in een huis in Coptos in 250."
Philip Comfort en David Barret beweren in hun boek Text of the Earliest NT Greek Manuscripts dat P4 van dezelfde codex afkomstig is als P64/67, de Magdalen papyrus, en dateren de teksten uit het jaar 150-175. Willker is het er voorzichtig mee eens en stelt dat de datering van de 3e eeuw van uit Nestle Aland, Novum Testamentum Graece afkomstig is. Sommigen denken dat het dateert uit de tweede eeuw (bijvoorbeeld Roberts and Comfort). Dit is plausibel, gezien het gebruik als opvulmateriaal in een codex uit de derde eeuw.. Comfort and Barret laten eveneens zien dat {\displaystyle {\mathfrak {P}}}4 en de Magdalen papyrus (=Papyrus 64+67) verwant zijn aan een aantal papyri uit de tweede helft van de tweede eeuw. Roberts (1979), Skeat (1997), Willker en Stanton dateren de tekst ook in de tweede helft van de tweede eeuw, de conclusie van Gregory luidt dat “er goede argumenten zijn om aan te nemen dat P4 ...geschreven is aan het eind van de tweede eeuw... Charlesworth kwam tot de conclusie dat P64+67 and P4, hoewel door dezelfde hand geschreven, niet van dezelfde codex komen.